# Omae Genki
Genki Omae (大前 元紀 Ōmae Genki, sinh ngày 10 tháng 12 năm 1989 ở Yokohama) là một cầu thủ bóng đá người Nhật Bản hiện tại thi đấu cho Omiya Ardija. Omae có nhiều lần ra sân cho đội tuyển quốc gia U-19 Nhật Bản.

## Thống kê sự nghiệp

### Câu lạc bộ
Cập nhật đến ngày 23 tháng 2 năm 2018.
| Câu lạc bộ          | Mùa giải            | Giải vô địch | Giải vô địch | Cúp1    | Cúp1      | Cúp Liên đoàn2 | Cúp Liên đoàn2 | Tổng    | Tổng      |
| Câu lạc bộ          | Mùa giải            | Số trận      | Bàn thắng    | Số trận | Bàn thắng | Số trận        | Bàn thắng      | Số trận | Bàn thắng |
| ------------------- | ------------------- | ------------ | ------------ | ------- | --------- | -------------- | -------------- | ------- | --------- |
| Shimizu S-Pulse     | 2008                | 2            | 0            | 1       | 0         | 3              | 0              | 6       | 0         |
| Shimizu S-Pulse     | 2009                | 0            | 0            | 0       | 0         | 2              | 1              | 2       | 1         |
| Shimizu S-Pulse     | 2010                | 13           | 3            | 6       | 1         | 6              | 0              | 25      | 4         |
| Shimizu S-Pulse     | 2011                | 34           | 8            | 4       | 1         | 4              | 2              | 42      | 11        |
| Shimizu S-Pulse     | 2012                | 34           | 13           | 1       | 0         | 10             | 5              | 45      | 18        |
| Fortuna Düsseldorf  | 2012–13             | 7            | 0            | 0       | 0         | -              | -              | 7       | 0         |
| Shimizu S-Pulse     | 2013                | 14           | 7            | 0       | 0         | 0              | 0              | 14      | 7         |
| Shimizu S-Pulse     | 2014                | 34           | 6            | 5       | 3         | 6              | 2              | 26      | 7         |
| Shimizu S-Pulse     | 2015                | 32           | 11           | 4       | 1         | 0              | 0              | 36      | 12        |
| Shimizu S-Pulse     | 2016                | 29           | 18           | 1       | 0         | -              | -              | 30      | 18        |
| Omiya Ardija        | 2017                | 25           | 2            | 1       | 0         | 3              | 0              | 29      | 2         |
| Tổng cộng sự nghiệp | Tổng cộng sự nghiệp | 224          | 68           | 23      | 6         | 34             | 10             | 281     | 84        |

1Bao gồm Cúp Hoàng đế Nhật Bản và DFB-Pokal.
2Bao gồm J. League Cup.